# Coelogyne xyrekes
Coelogyne xyrekes là một loài phong lan.

## Hình ảnh

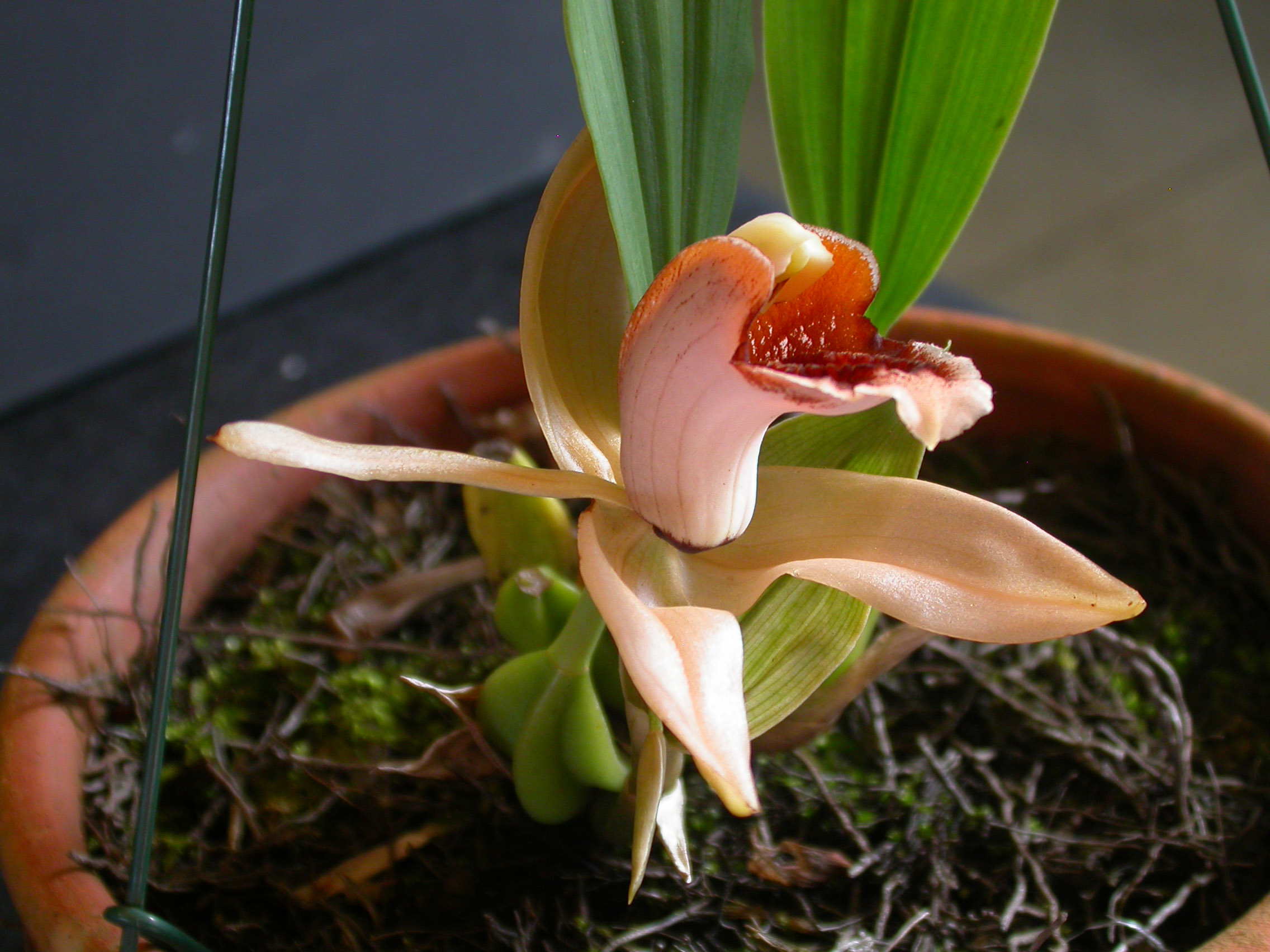
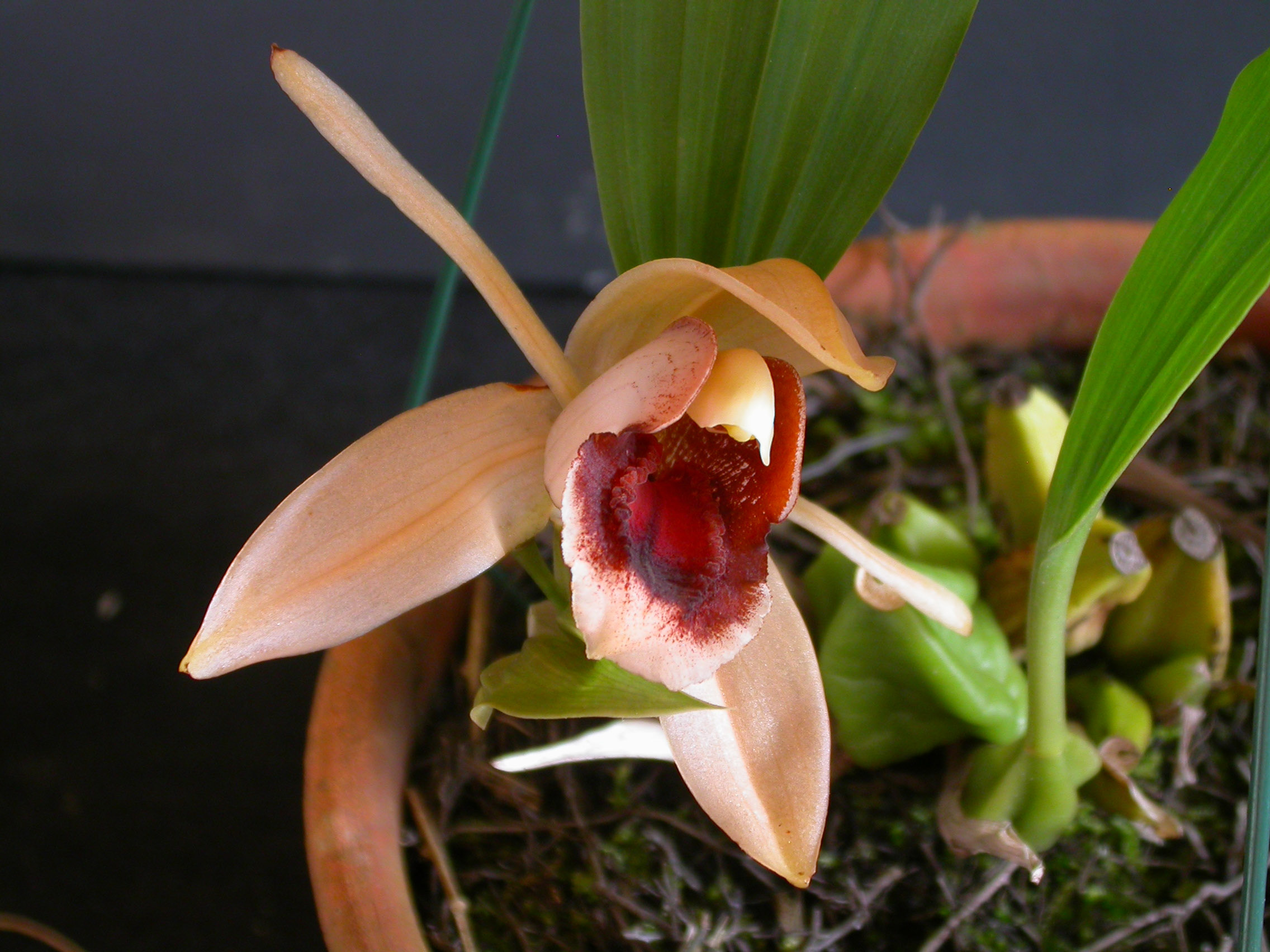